# Religioni in Bosnia ed Erzegovina
IslamOrtodossiCattoliciAgnostici/ateiAltroIslamOrtodossiCattoliciAgnostici/ateiAltroReligioni in Bosnia ed Erzegovina
La religione più diffusa in Bosnia ed Erzegovina è l'islam. Secondo i dati del censimento del 2013, i musulmani sono circa il 51% della popolazione; il cristianesimo è la seconda religione, essendo seguito da circa il 46% della popolazione, mentre il 2% della popolazione segue altre religioni e il restante 1% non segue alcuna religione. La costituzione riconosce la libertà di religione e vieta le discriminazioni religiose. Tutti i gruppi religiosi devono registrarsi con il Ministero della Giustizia per potere operare liberamente; la registrazione può essere negata quando il culto è contrario all'ordine pubblico o alla morale pubblica o se danneggia la libertà religiosa di altri credenti e cittadini. I gruppi non registrati non hanno uno status legale e non possono definirsi come comunità religiose. Lo stato riconosce come tradizionali 4 comunità religiose, cioè la Comunità islamica, la Chiesa ortodossa serba, la Chiesa cattolica e la Comunità ebraica. La costituzione prevede che i tre maggiori gruppi religiosi, cioè i musulmani, gli ortodossi e i cattolici, abbiano rappresentanti nel governo e nelle Forze armate. Nella scuola pubblica è previsto l'insegnamento della religione e i corsi riguardano la religione maggioritaria nel cantone dove si trova la scuola; gli studenti appartenenti ad una minoranza religiosa possono optare per un corso di etica.

## Religioni presenti

### Islam
I musulmani della Bosnia ed Erzegovina sono in maggioranza sunniti; sono presenti anche piccoli gruppi di sciiti e di sufi. I musulmani bosgnacchi sono rappresentati a livello nazionale dalla Comunità Islamica di Bosnia ed Erzegovina. 

### Cristianesimo
La maggioranza dei cristiani della Bosnia ed Erzegovina (circa il 31% della popolazione) sono ortodossi; i cattolici sono circa il 15% della popolazione. 
La Chiesa ortodossa maggiormente rappresentata è la Chiesa ortodossa serba.
La Chiesa cattolica è presente nel Paese con 1 sede metropolitana (l'arcidiocesi di Sarajevo), 4 diocesi suffraganee e 1 ordinariato militare. 
I protestanti sono una piccola comunità formata da circa 1.000 persone.

### Ebraismo
In Bosnia ed Erzegovina è presente una comunità ebraica formata da circa 1.000 persone.

### Altre religioni
In Bosnia ed Erzegovina sono presenti piccolissimi gruppi di bahai e induisti.